# Timothy W. Ryback
Timothy W. Ryback (n. 1954) es un historiador estadounidense que actualmente ocupa el puesto de director del Instituto de Justicia Histórica y Reconciliación en La Haya. Anteriormente se desempeñó como Secretario General Adjunto de la Académie Diplomatique Internationale en París, y Director y Vicepresidente del Seminario Global de Salzburgo. Antes de esto, fue profesor de Concentración de Historia y Literatura en Universidad de Harvard. Ryback tiene un doctorado. 
Ryback ha escrito sobre historia, política y cultura europeas para numerosas publicaciones, incluyendo The Atlantic Monthly, The New Yorker, The New York Times y The Wall Street Journal. También es autor de Hitler's Private Library: The Books That Shaped His Life, publicada en 2008, que ha aparecido en más de 25 ediciones en todo el mundo. Su libro, The Last Survivor: Legacies of Dachau fue un libro notable del New York Times para el año 2000. Ryback también es autor de Rock Around the Bloc: A History of Rock Music in Eastern Europe and the Soviet Union, publicado en 1989. Ha aparecido en numerosos documentales de televisión.

## Obras seleccionadas
- Timothy W. Ryback, Hitler's Private Library: The Books That Shaped His Life. New York: Knopf, 2008.
- Timothy W. Ryback, The Last Survivor: In Search of Martin Zaidenstadt. New York: Pantheon, 1999.
- Timothy W. Ryback (1990). Rock Around the Bloc: A History of Rock Music in Eastern Europe and the Soviet Union. New York: Oxford University Press. ISBN 0-19-505633-7.